# Dipodomys microps
Dipodomys microps е вид бозайник от семейство Торбести скокливци (Heteromyidae).

## Разпространение
Видът е разпространен в САЩ (Айдахо, Аризона, Калифорния, Невада, Орегон и Юта).